# Joon
Joon fue una aerolínea de bajo costo francesa, parte del grupo Air France-KLM, como una subsidiaria directa de Air France, quien la lanzó oficialmente en el mes de diciembre del año 2017, como una aerolínea nueva enfocada a un público joven ofreciendo destinos atrayentes para las nuevas generaciones.

## Cese de operaciones
El 10 de enero de 2019 el grupo Air France-KLM anunció el cese definitivo de las operaciones de esta filial justificando que el segmento, el sector y los clientes no comprendieron el objetivo de la compañía, por lo que durante el año 2019 se realizará una migración gradual a la compañía matriz Air France tanto de equipos como de trabajadores y operación en tierra.

## Antiguos destinos
Joon voló a los siguientes destinos, teniendo siempre al Aeropuerto Internacional Charles de Gaulle como centro de operaciones.
| Países          | Destinos        | Aeropuertos                                      |
| Europa          | Europa          | Europa                                           |
| --------------- | --------------- | ------------------------------------------------ |
| Alemania        | Berlín          | Aeropuerto de Berlín-Tegel                       |
| España          | Barcelona       | Aeropuerto Josep Tarradellas Barcelona-El Prat   |
| España          | Madrid          | Aeropuerto Adolfo Suárez Madrid-Barajas          |
| Francia         | París           | Aeropuerto Internacional Charles de Gaulle (HUB) |
| Hungría         | Budapest        | Aeropuerto de Budapest-Ferenc Liszt              |
| Italia          | Nápoles         | Aeropuerto de Nápoles-Capodichino                |
| Italia          | Roma            | Aeropuerto de Roma-Fiumicino                     |
| Noruega         | Bergen          | Aeropuerto de Bergen-Flesland                    |
| Noruega         | Oslo            | Aeropuerto de Oslo-Gardermoen                    |
| Portugal        | Lisboa          | Aeropuerto de Lisboa                             |
| Portugal        | Oporto          | Aeropuerto de Oporto-Francisco Sá Carneiro       |
| República Checa | Praga           | Aeropuerto de Praga                              |
| Reino Unido     | Mánchester      | Aeropuerto de Mánchester                         |
| Suecia          | Estocolmo       | Aeropuerto de Estocolmo-Arlanda                  |
| Turquía         | Estambul        | Aeropuerto de Estambul                           |
| América         |                 |                                                  |
| Brasil          | Fortaleza       | Aeropuerto Internacional Pinto Martins           |
| Ecuador         | Quito           | Aeropuerto Internacional Mariscal Sucre          |
| San Martín      | Philipsburg     | Aeropuerto Internacional Princesa Juliana        |
| África          |                 |                                                  |
| Egipto          | El Cairo        | Aeropuerto Internacional de El Cairo             |
| Seychelles      | Mahé            | Aeropuerto Internacional de Seychelles           |
| Sudáfrica       | Ciudad del Cabo | Aeropuerto Internacional de Ciudad del Cabo      |
| Asia            |                 |                                                  |
| India           | Bombay          | Aeropuerto Internacional Chhatrapati Shivaji     |
| Irán            | Teherán         | Aeropuerto Internacional Imán Jomeiní            |

## Antigua flota
La flota de Joon consistió en las siguientes de estas aeronaves:
| Aeronaves       | Total | Introducido | Retirado | Matrículas                                                      |
| --------------- | ----- | ----------- | -------- | --------------------------------------------------------------- |
| Airbus A320-200 | 8     | 2017        | 2019     | F-GKXH, F-GKXI, F-GKXN, F-GKXR, F-GKXT, F-GKXV, F-GKXY y F-HEPC |
| Airbus A321-200 | 5     | 2018        | 2019     | F-GTAJ, F-GTAK, F-GTAM, F-GTAS y F-GTAT                         |
| Airbus A340-300 | 4     | 2018        | 2019     | F-GLZK, F-GLZN, F-GLZO y F-GLZP                                 |